# 궁합이 맞습니다
《궁합이 맞습니다》는 1992년 5월 20일부터 1992년 11월 12일까지 방송되었던 SBS 수목 드라마였으며 이 무렵 SBS는 해당 작품 등 신설된 드라마에 연수가 채 끝나지도 않은 공채 2기 출신 여배우들을 주연으로 기용하여 따끔한 눈초리를 샀는데 서영주(오소영 역) 이일화 등 공채 2기가 데뷔하면서 SBS의 최초 단막극이었던 《여성극장》이 폐지된 뒤 SBS는 한동안 공채 단막극을 내보내지 않았다.
상황이 이렇다 보니 SBS 공채 3기 6기 출신 윤해영(3기) 김명민(6기) 등은 타방송사에서 돋보인 케이스에 속했으며 SBS 공채 4기 출신 김남주가 데뷔 초창기 단역을 전전하기도 했고 SBS 공채 5기 출신 정진경은 첫 드라마부터 주연급으로 발탁이 됐으나 본인(정나온)(당시 정진경)이 주연으로 발탁된 드라마가 조기종영되면서 정진경은 하락세를 타기 시작했다.

## 프로그램 소개
1989년에 출간된 소설가 김호운 콩트집 《한살박이 부부 신혼방정식》을 원작으로 제작, 세 쌍의 신혼부부가 펼치는 갖가지 갈등과 에피소드를 재미있게 풀어낸 드라마

## 줄거리
주인공 세 부부는 미래에 대한 부푼 꿈을 안고 제주도에 신혼여행을 왔으나 세 사람의 신부는 첫날부터 핑크빛 단꿈이 깨지고 만다.
이진욱은 뒤따라온 친구들하고 술타령하느라 최지혜를 첫날 밤부터 독수공방시켰고, 안응석&서현자 부부는 어머니로부터 걸려온 전화를 붙들고 시시콜콜 경과 보고를 해야 했으며 강완수는 신혼여행지까지 회사 서류를 잔뜩 들고 와 신부로부터 볼멘소리를 들어야 했었다.

## 등장 인물

### 주요 인물
- 길용우(이진욱) : 카펫회사 영업사원
- 박은영(최지혜) : 진욱 아내, 발랄하고 즉흥적인 성격
- 이영범(안응석) : 현자 남편, 홀어머니 밑에서 곱게 자람
- 최명길(서현자) : 응석보다 3살 연상으로 모진 시집살이를 하게 됨
- 태민영(강완수) : 일밖에 모르는 중소기업체 기획실장
- 서영주(오소영) : 완수 아내, 고아 출신, 어린 나이의 여자

### 주변 인물
- 신구(최지혜 부친)
- 김영옥(최지혜 모친)
- 김무생(이진욱 부친)
- 강부자(안응석 모친)
- 장용
- 오미희(양선주
- 송기윤, 이미영, 홍승옥,

전혜진, 송경철, 한태일, 민경조, 김해권, 박도유, 최현기, 유승봉, 차재홍, 임택선, 맹호림,
김희정, 유진희, 김미란, 이승신, 박근희
- 이의정 (아역)
- 정석원